# پیاده‌نظام سواره
پیاده‌نظام سواره (انگلیسی: Mounted infantry) شکلی از سرباز پیاده‌نظام است که به جای راه‌پیمایی منظم از اسب استفاده می‌کند. واحدهایی نظامی مانند دراگون‌ها در اصل پیاده‌نظام سواره بودند. امروزه که وسائل نقلیه موتوری جایگزین اسب شده‌اند پیاده‌نظام موتوریزه را می‌توان میراث‌دار پیاده‌نظام سواره دانست.

## پیش از باروت
بنیادهای پیاده‌نظام سواره را می‌توان از دوران اولیه تاریخ انسانی مشاهده کرد. وزن سنگین زرههای برنزی پهلوانان را مجبور می‌کرد تا با گردونه به میدان بروند و سپس از آن پیاده شوند. در دوران هوپلیتها بعضی از ایشان با اسب تا میدان نبرد می‌رفتند تا در آنجا از اسب پیاده شده و به فالانژها بپیوندند. در ارتش روم باستان پیش از گایوس ماریوس سربازانی وجود داشتند که به زین سواره‌نظام می‌چسبیدند تا آن‌ها را تا میدان نبرد برساند. گزارش‌هایی وجود دارد که در میان دسته‌های جنگی گل و ژرمن نیز افراد برای فاصله کوتاهی همراه با سوار بر روی اسب می‌نشستند تا به میدان نبرد رسیده و سپس پیاده به جنگ بروند. دودمان هان نیز در جنگ هان-شیونگ‌نو از پیاده‌نظام سواره به صورت گسترده‌ای استفاده نمود.
مواردی دیگری از سربازان پیاده‌نظام که با استفاده از اسب تحرک خود را افزایش می‌دادند عبارتند از زنبورکچی‌های جنوایی و غارتگران وایکینگ.

## دراگون‌ها

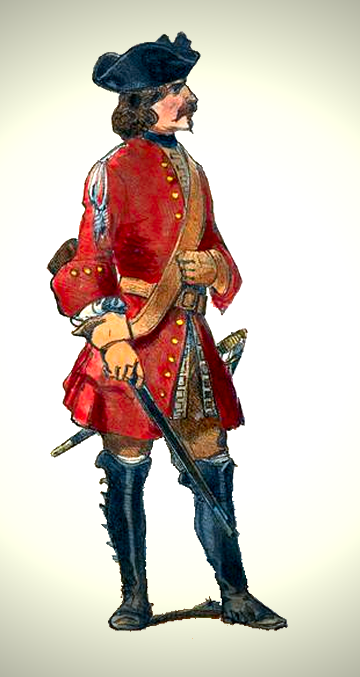
دراگون فرانسوی در ۱۷۰۰ میلادی.

دراگون‌ها در ابتدا پیاده‌نظامی بودند که در کنار شیوه‌های پیکار پیاده‌نظام سوارکاری را هم می‌آموختند اما به آرامی تحول یافته و در قرن هجدهمم به سواره‌نظام سبک تغییر یافتند.
نام این واحد احتمالاً از سلاحی در ارتش فرانسه می‌آید که ایشان حمل می‌کردند و آن را دراگون می‌گفتند.

## قرن ۱۹ میلادی
با پیشرفت سلاح‌های گرم در قرن نوزدهم میلادی آسیب‌پذیری سواره‌نظام بسیار افزایش یافت و ارتش‌ها به دنبال نیروهایی بودند که بتوانند بنا به شرایط میدان نبرد به صورت سواره و پیاده بجنگند. جنگیدن به صورت سواره با استفاده از شمشیر و نیزه اجازه تحرک سریع به نیروها را می‌داد اما ایشان را از پوشش در برابر آتش دشمن محروم می‌نمود، در حالی که جنگیدن به صورت پیاده به همراه اسلحه دستی و تفنگ توان موضع گرفتن و ایجاد خطوط دفاعی را ایجاد می‌کرد.
نخستین واحدهای پیاده‌نظام سواره در زمان جنگ آمریکا و مکزیک (به نام هنگ تفنگداران سواره که بعدها در ۱۸۶۱ به سواره‌نظام سوم (ایالات متحده) تغییر نام یافت) ایجاد شدند که پس از آن در بسیاری از کشورهای دنیا ادامه یافت و با نام‌های مانند «سوار سبک» یا «تفنگداران سواره» نامیده می‌شدند.
لژیون خارجی فرانسه از دهه ۱۸۸۰ گروهان‌های قاطرسوار را به کار می‌برد که به ازای هر دو سرباز یک قاطر وجود داشت و آن‌ها نوبتی از آن استفاده می‌کردند. به این ترتیب سربازان امکان راه‌پیمایی‌های طولانی‌تری را داشتند که گاهی تا هر روز ۹۵ کیلومتر نیز می‌رسید.
در جبهه غربی جنگ داخلی آمریکا چند دسته پیاده‌نظام به واحدهای پیاده‌نظام اسب‌سوار تغییر یافتند که تیپ آذرخش در نبرد چیکاموگا یکی از این‌ها است.
در قسمت‌هایی از امپراتوری بریتانیا واحدهای پیاده‌نظام ارتش این کشور جوخه‌های اسب‌سوار جهت دیدبانی یا زدوخورد داشتند. همچنین بسیاری از واحدهای محلی به صورت سواره بودند، مانند تفنگداران سواره سیلان، تفنگداران سواره کیپ، تفنگداران ناتال و سواران مارشالز.
در جنگ بوئر دوم انگلیسی‌ها با الگو گرفتن از بوئرها واحدهای زیادی از پیاده‌نظام اسب‌سوار را ایجاد کردند. یئومانری شاهنشاهی که از داوطلبان بریتانیایی در سال‌های ۱۹۰۰ و ۱۹۰۱ تشکیل شد یا واحدهای بومی مانند سواران سبک استرالیایی، سواران سبک شاهنشاهی و سواران سبک آفریقای جنوبی تعدادی از این واحدهای پیاده‌نظام سواره بودند.
یکی دیگر از تجربیات این جنگ، تسلیح سواره‌نظام با همان سلاح‌هایی بود که پیاده‌نظام از آن استفاده می‌نموند و از همین رو نسخه کارابین لی–انفیلد در ۱۸۹۶ برای سواره‌نظام معرفی شد.

## گذار در قرن ۲۰ میلادی
در بسیاری از ارتش‌های اروپایی پیاده‌نظام دوچرخه‌سوار همان نقش پیاده‌نظام اسب‌سوار را داشتند. هرچند که عملکرد خوب دوچرخه منوط به وجود راه‌های خوب بود.
تیپ ۴ سواران سبک استرالیا که هنگام جنگ جهانی اول در نبرد بئرشبع (۱۹۱۷) حضور داشتند را رسانه‌های جمعی پیاده‌نظام اسب‌سوار می‌خواندند اما این واحد مانند تیپ تفنگداران اسب‌سوار نیوزیلند که آن هم در این نبرد حضور داشت تفنگداران اسب‌سوار بودند. واحدهای تفنگداران اسب‌سوار به نسبت پیاده‌نظام اسب‌سوار از تحرک بیشتری برخوردار بودند اما توان حمله دسته‌جمعی پیاده‌نظام اسب‌سوار را نداشتند.
در دهه ۲۰ و ۳۰ قرن بیستم و با گسترش وسائل موتوری واحدهای موتوری جایگزین واحدهای سواره شدند. در جنگ جهانی دوم آلمان تنها چند واحد پیاده‌نظام اسب‌سوار در جبهه شرقی داشت و واحد دوچرخه سوار و موتورسیکلتسوار توسط آلمان و بریتانیا استفاده می‌شدند. آلمان جوخه‌های اسب‌سوار و دوچرخه‌سوار را در درون یگان‌های خود به کار می‌برد و با آغاز عقب‌نشینی به مرزهای خود استفاده‌اش از دوچرخه بیشتر شد. واحدهای دوچرخه‌سوار ژاپنی هنگام جنگ جهانی دوم در نبرد برای مالایای بریتانیا و سنگاپور نقش مهمی داشتند. در دفاع از فیلیپین در جنگ جهانی دوم هنگ اسب‌سوار پیشاهنگان فیلیپینی نقش داشت. لشکر ۱۰ کوهستان ارتش ایالت متحده نیز که در جنگ جهانی دوم در ایتالیا و اتریش حضور داشت از وجود واحدهای دیدبانی سواره بهره می‌برد.
کشورهایی که سنت نظامی تثبیت شده دارند مانند سوئیس حتی در دوران جنگ سرد نیز از واحدهای سواره استفاده می‌کردند و سوئد نیز در ۳ ماه بدون برف بیشتر پیاده‌نظام خود را به دوچرخه مجهز می‌نمود.